# Língua iecuana
Ye'kuana (Ye'kuana: [ jeʔkwana ]), também conhecido como Maquiritari, Dekwana, Ye'kwana, Sim 'cuana, Yekuana, Cunuana, Kunuhana, De'cuana, De'kwana Carib , Pawana, Maquiritai, Maquiritare, Maiongong ou Soto é o idioma dos povo Ye ' kuana pessoas da Venezuela e do Brasil É uma língua Caribe. É falado por aproximadamente 5.900 pessoas (2001) ao redor da fronteira do estado brasileiro de Roraima com a Venezuela - a maioria (cerca de 5.500) na Venezuela. Na época do censo venezuelano de 2001, havia 6.523 Ye'kuana vivendo no país. Dada a distribuição desigual de Ye'kuana em dois países da América do Sul,  Etnologue  lista duas classificações de diferentes vitalidades diferentes para Ye'kuana: na Venezuela é listado como Vigorosa (6a ), enquanto no Brasil é classificado como Moribundo (8a) na Graded Intergenerational Disruption Scale (GIDS).

## História
No Brasil, acredita-se que os Ye'kuana tenham se estabelecido nas terras que agora ocupam há mais de um século, vindos dos maiores centros populacionais da Venezuela. A Mitologia tradicional e a história oral, no entanto, contam que as terras ao redor dos rios Auaris e Uraricoera há muito tempo são percorridas pelos Ye'kuana.
Durante o século XVIII, havia muita atividade missionária no território Ye'kuana, durante a qual eles foram forçados a construir fortes para a espanhol, e coagidos a se converterem ao Catolicismo. Uma rebelião foi organizada contra os espanhóis em 1776. O século XX trouxe uma nova onda de exploração na forma de colonos que buscavam capitalizar a descoberta da borracha. Aldeias inteiras foram forçadas ao trabalho, levadas para gangues de cadeia aos campos de borracha. Mais tarde, outra onda de missionários chegou por volta do início dos anos 1960. Os Ye'kuana brasileiros decidiram não viver nas missões estabelecidas naquele lado da fronteira, pois a atenção dos missionários no Brasil estava voltada para os Iamomânis e não para eles. Eles também estavam mais relutantes em se converter, tendo visto seus primos venezuelanos se converterem e se tornarem (da perspectiva Ye'kuana brasileira) culturalmente mais fracos como resultado, desistindo de elementos-chave de seus modos de vida tradicionais. No lado venezuelano da fronteira, esta onda de missionários trouxe o estabelecimento de serviços de saúde, escolas e acesso aos mercados locais, criando também várias comunidades relativamente grandes centradas em torno das missões.
Em 1980, um casal missionário canadense veio morar entre os Ye'kuana por um tempo, mas eles não gostavam de seu modo de vida e houve desentendimentos entre eles e os Ye'kuana, e eles foram embora. Depois disso, os brasileiros Ye'kuana decidiram que não queriam religião, mas sim uma escola, vendo os benefícios que aquela infraestrutura proporcionou às comunidades indígenas na Venezuela. Conseguiram um, após negociação com o líder da Missão Evangélica do Amazonas. Então começou um processo de se tornar sedentário, em que todos os Ye'kuana se aproximaram e estabeleceram horários semirregulares (incluindo certos horários do dia para as crianças serem reservados para a escola). O estabelecimento de um contato sólido e permanente também gerou uma mobilização mais ampla e o contato com outras comunidades indígenas e com o estado de Roraima. Os Ye'kuana tornaram-se conhecidos como fabricantes de canoas e raspadores de mandioca qualificados, embora permanecessem bastante afastados do intenso tráfego do rio e do influxo de forasteiros que haviam prejudicado muitas outras comunidades indígenas.

## Tipologia
A língua Ye'kuana está situada tipologicamente na família Caribe, que é subdividida em sete subfamílias e uma língua não categorizada. Ye'kuana é membro da subfamília Guianan Carib, junto com dez outras línguas. As línguas guianenses estão localizadas, em sua maior parte, em torno do Escudo das Guianas. Ye’kuana e Wayumara formam uma categoria menor dentro da subfamília Guianan, a subfamília Maquiritari-Wayumara.

## Literatura
As primeiras documentações de Ye'kuana no século XIX consistem em várias listas de palavras de Schomburgk. seguido por diversas etnografias comparativas  e etnográfica afastando-se de trabalhos mais gerais sobre as línguas caribes  para focar mais especificamente em Ye’kuana. Escoriaza (1959 and 1960) forneceu um esboço gramatical. Os anos 1960 e 70 viram principalmente trabalhos sobre a etnografia dos Ye'kuana, incluindo sua mitologia, estrutura política, and village formation. Schuster 1976 publicou uma lista de palavras em sua etnografia, mas, fora isso, não havia muito estudo lingüístico naquele período. Heinen (1983-1984) publicou um esboço de gramática formulado em seu estudo principalmente etnográfico; Guss (1986) inclui alguns textos no idioma em sua publicação sobre tradição oral; e Hall (1988) publicou dois volumes sobre morfossintaxe e análise do discurso. Mais tarde, Hall (1991) analisou a transitividade em verbos, em meio a muitos outros estudos etnográficos, e Chavier (1999) studied some further aspects of the morphology. A dictionary was published on CD-ROM, e mais recentemente, a tese de mestrado de Natália Cáceres é uma breve visão geral do perfil sociolinguística dos Ye'kuana, enquanto sua dissertação de doutorado apresenta uma gramática descritiva mais completa. Coutinho (2013) has also explored the number system of Ye'kuana, from a typological perspective.

## Fonologia
|             | Bilabial | Alveolar | Pós-talveolar | Palatal | Velar | Glotal |
| ----------- | -------- | -------- | ------------- | ------- | ----- | ------ |
| Plosiva     |          | t        |               | tʃ      | k     | ʔ      |
| Fricativa   |          | s        | ʃ             | ç       |       | h      |
| Vibrante    |          |          | ɾ̠             |         |       |        |
| Nasal       | m        | n        |               | ɲ       |       |        |
| Aproximante | w        |          |               | j       |       |        |

Adaptado por Cáceres (2011)
|         | Anterior | Central | Posterior |
| ------- | -------- | ------- | --------- |
| Fechada | i iː     | ɨ ɨː    | u uː      |
| Medial  | e eː     | ə əː    | o oː      |
| Aberta  |          | a aː    |           |

Adaptado  por Cáceres (2011)
/ ɨ / é escrito <ü> na ortografia, e / ə / é escrito <ö>, as vogais longas são indicadas ao dobrar a letra.

## Morfologia
A morfologia de Ye'kuana é comparável à de outras línguas caribãs. Ye'kuana faz uso dos seguintes aspectos gramaticais principais: passado e não passado. O aspecto 'passado' é subdividido em recente e distante (o muito mais usado dos dois), bem como perfeito e imperfeito. O 'não passado' é usado para o presente, futuro próximo e verdades gerais.:222–225 Da mesma forma, aspectos futuros prováveis e definidos são morfologicamente distintos, há um sufixo imperfeito distinto e os aspectos iterativo, durativo (passado), incoativo, os aspectos terminativos são todos marcados, os três últimos sendo marcados de forma periférica, em vez de com um sufixo como os outros.:226–253

### Pronomes
| Pessoa                     | Singular | Plural   |
| -------------------------- | -------- | -------- |
| Primeira pessoa            | ewü      |          |
| Segunda pessoa             | amödö    | önwanno  |
| Terceira pessoa            | tüwü     | tünwanno |
| Primeira + segunda pessoa  | küwü     | künwanno |
| Primeira + terceira pessoa | nña      |          |

A primeira pessoa do plural é representada por três formas em Ye'kuana: uma forma inclusiva dupla küwü, uma forma exclusiva dupla nña e uma forma inclusiva plural künwanno. Não existe uma forma exclusiva no plural.
| Ewü                           | wüta           | sü'na    | jadö'danñe     |
| ewü                           | w-ütö (mö) -a  | sü'na    | jadö-'da-nñe   |
| 1SG                           | 1S - vá - NPST | cachorro | com - NEG - PL |
| Vou para lá sem os cachorros. |                |          |                |
| Aaa,                                                   | amödö | ajadööne         | küna'ja'to                |
| aaa                                                    | amödö | a-jadö-: ne      | kün-a'ja-akö = to         |
| ah                                                     | 2SG   | 2 - com - INTENS | 3S.DIS - COP - PDI = COLL |
| Ah, você estava com eles (lit. Eles estavam com você). |       |                  |                           |
| Emajainñe                                             | tüwü |
| Ø-ema-jai-: ne                                        | tüwü |
| 3O - lançar - ABIL - INTENS                           | 3SG  |
| Ele é capaz de matar / arremessar (durante uma luta). |      |
| Amödö                                                 | owoijie        | mödöje | nña   | yaawö    |
| amödö                                                 | o-woije        | mödöje | nña   | yaawö    |
| 2SG                                                   | 2 - disposição | assim  | 1 + 3 | portanto |
| Por sua causa somos assim (= adotamos seus costumes). |                |        |       |          |
| Ñennöjaimmaja                                              | önwanno | yawö     |
| i-mennö-jai = mmaja                                        | önwanno | yaawö    |
| 3O - escrever - ABIL = também                              | 2PL     | portanto |
| Você também pode escrever [porque você foi para a escola]. |         |          |
| Juwaije           | tünwanno |
| juwai = je        | tünwanno |
| bruxa = ATRB      | 3PL      |
| Eles eram bruxas. |          |
| Ööjimmö                                                     | künwanno |
| öö-jimmö-Ø                                                  | künwanno |
| RECP-family-POS                                             | 1PL      |
| Somos da mesma família (lit. somos família uns dos outros). |          |

### Morfologia derivacional
Existe um extenso e produtivo sistema de  derivação, incluindo nominalização, verbalização e sufixos adverbializantes. O sistema de nominalização permite que advérbios sejam convertidos, por exemplo  judume  'preto' torna-se  judum-ato  'o que é preto',  eetö  'aqui' torna-se  eeto-no  'aquilo que está aqui', etc .; também tem muitas variedades de nominalização verbal: intransitivização, participlização, agentivização ( önöö  'comer (carne)' torna-se  t-önöö-nei  'comedor de carne'), nominalização deverbal da ação, instrumental ( a'deuwü  'falar' dá  w-a'deuwü-tojo  'telefone') e nominalização de um particípio. Em termos de verbalização, existe o benéfico 'dar N a alguém, trazer N a algo', como  a'deu  'linguagem, palavra' tornar-se  a'deu-tö  ler, repetir ' ; seu reverso, o privativo ( womü  'roupas' ->  i-womü-ka  'despir alguém); um sufixo de verbalização geral  -ma ;  -nö  que pode ser usado para fazer verbos transitivos; -ta que pode ser usado para formar verbos intransitivos como vomitar e falar; e os sufixos ocasionais  -dö ,  -wü  e  -’ñö . Finalmente, os sufixos adverbializantes incluem: possessivo nominal, participial, abilitivo, uma forma que indica o destino de um movimento, uma que indica aptidão, indica novidade de ação, potencial e negativo deverbal.

### Aspectos

#### Futuro
O aspecto futuro provável é indicado com o sufixo  -tai , composto pelo marcador futuro  -ta  e pelo marcador irrealis  -i . Não ocorre com frequência nos dados elicitados em Cáceres (2011

### Morfologia derivacional
Existe um extenso e produtivo sistema de derivação, incluindo nominalização, verbalização e sufixos adverbializantes. O sistema de nominalização permite que advérbios sejam convertidos, por exemplo  judume  'preto' torna-se  judum-ato  'o que é preto',  eetö  'aqui' torna-se  eeto-no  'aquilo que está aqui', etc .; também tem muitas variedades de nominalização verbal: intransitivização, participlização, agentivização ( önöö  'comer (carne)' torna-se  t-önöö-nei  'comedor de carne'), nominalização deverbal da ação, instrumental ( a'deuwü  'falar' dá  w-a'deuwü-tojo  'telefone') e nominalização de um particípio. Em termos de verbalização, existe o benéfico 'dar N a alguém, trazer N a algo', como  a'deu  'linguagem, palavra' tornar-se  a'deu-tö  ler, repetir ' ; seu reverso, o privativo ( womü  'roupas' ->  i-womü-ka  'despir alguém); um sufixo de verbalização geral  -ma ;  -nö  que pode ser usado para fazer verbos transitivos; -ta que pode ser usado para formar verbos intransitivos como vomitar e falar; e os sufixos ocasionais  -dö ,  -wü  e  -’ñö . Finalmente, os sufixos adverbializantes incluem: possessivo nominal, participial, abilitivo, uma forma que indica o destino de um movimento, uma que indica aptidão, indica novidade de ação, potencial e negativo deverbal.

### Aspectos

#### Futuro
O aspecto futuro provável é indicado com o sufixo  -tai , composto pelo marcador futuro  -ta  e pelo marcador irrealis  -i . Não ocorre com frequência nos dados elicitados em Cáceres (2011:
| eeka | öt-ööka | - | 'para morder' | 'morder a si mesmo' | - | eicha | öt-öicha | - | 'para pintar' | 'para se pintar' |
Raízes transitivas começando com  o , ou com  e  onde a segunda vogal é [+ round] assumem  ot- :
| ooneja | ot-ooneja | - | 'para medir | 'para lutar' | - | enku'to | ot-onku'to | - | 'mentir' | 'estar enganado' |
Raízes transitivas começando com  a  take  at- :
| a'dojo | at-a'dojo | - | 'cair' | 'cair' | - | aiyo | at-aiyo | - | 'para quebrar' | 'quebrar a si mesmo (fratura)' |
Na maior parte, o padrão dos alomorfos é baseado na fonologia, no entanto, algumas raízes têm pequenas diferenças de significado dependendo do alomorfo que recebem:
| adö | a-adö | at-adö | - | 'para transportar' | 'para ser carregado' | 'a seguir' | - | ajöi | a-ajöi | at-ajöi | - | 'levar' | 'anexar-se' | ??? | - | ene | ö-öne | öt-öne | - | 'para ver' | 'para ser visto, parecido com' | 'para ver a si mesmo' |

#### Causative
Todas as classes de verbo em Ye'kuana podem receber um sufixo causal, mas cada um dos dois tipos de verbos intransitivos (denominado U  P  e U  A ) tem seu próprio sufixo que eles tomam. Os verbos intransitivos do tipo U  P  podem receber os sufixos  -nüjü  (com alomorfos  -mjü  e  -nü  ') e' '-nöjü' '(com alomorfos  -mjü  e  -nö  '), e o resultado é um verbo transitivo:
| Intransitivo | Português | Transitivo | Português | - alinhar = "esquerda" | ünükü | 'dormir' | nün-nöjü | 'fazer dormir' | - alinhar = "esquerda" | seedeta | 'seco' | sedena-mjü | 'secar' | - alinhar = "esquerda" | edenna | 'parar' | edenna-mjü | 'finalizar algo' |
Os verbos transitivos e os intransitivos do tipo U  A  podem receber o sufixo causativo  -jo . No caso de verbos transitivos, outro argumento é adicionado à valência do verbo, enquanto os intransitivos mantêm sua valência inicial. Este sufixo é usado relativamente raramente com verbos intransitivos, e de todos os exemplos dados abaixo começam com / e /, então é teorizado que esses verbos levam este sufixo porque são derivados de transitivos, no entanto, esta teoria não foi comprovada. 
| Forma base | Português | Causativo | Português | - alinhar = "esquerda" | e'wa'tö | 'para ajudar a si mesmo' | e'wa'to-jo | 'ser ajudado' | - alinhar = "esquerda" | eja'ka | 'para sair' | ja'ka-jo | 'para ser expulso' | - alinhar = "esquerda" | eta'jü | 'para se acalmar' | eta'jü-jo | 'para se acalmar' | - alinhar = "esquerda" | e'ji | 'para se lavar' | e'ji-jo | 'para ser lavado' |

### Pluralidade
Todos os substantivos não marcados em Ye'kuana podem ser entendidos semanticamente como singular ou "geral" em número, enquanto alguns substantivos podem receber marcação no plural explícita que os distingue dos substantivos numéricos no singular / geral. Ye’kuana geralmente usa o sufixo  = komo  para marcar o plural nominal. Cáceres (2011) trata este sufixo como um plural genérico, enquanto outros autores como Coutinho (2013) subscrevem a análise dada a outras línguas caribãs que distinguem em número entre o 'todos' (isto é coletivo) e 'menos que o-total '(isto é, não coletivo) e, portanto, trata esse morfema como um morfema coletivo. Após a vogal frontal alta [i] e aproximante [j], a variante palatalizada  = chomo  também é vista. Este sufixo é usado da mesma forma para substantivos animate e substantivos inanimados:
| ye'kwana | ye'kwana = komo | - | 'ye'kuana' | 'vários ye'kuanas' | - | yanwaa | yanwaa = komo | - | 'homem' | 'vários homens' | - | öji | öji = chomo | - | 'medicina' | 'vários medicamentos' | - | nma | nma = komo | - | 'casa' | 'várias casas' |
No entanto, existem algumas restrições à distribuição deste morfema, por exemplo, que nomes de animais não podem levá-lo:
| süna | * süna = komo | - | 'cachorro' |  | - | mado | * mado = komo | - | 'tigre' |  | - | kaduwai | * kaduwai = chomo | - | 'arara' |  |
No dialeto Caura estudado por Cáceres (2011), existem alguns outros substantivos que alguns falantes consideram não gramaticais com o sufixo de plural, mas outros não:
| uu | (*) uu = komo | - | 'mandioca' |  | - | kankudu | (*) kankudu = komo | - | 'cabaça' |  |
Porém, no dialeto Auaris, conforme examinado por Coutinho (2013), foram aceitas as formas plurais desses substantivos e de outros:
| uu | uu = komo | - | 'mandioca' | 'várias mandiocas' | - | kankudu | kankudu = komo | - | 'cabaça' | 'várias cabaças' | - | natö | natö = komo | - | 'Inhame' | 'vários inhames' | - | tukuudi | tukuudi = chomo | - | 'jarro' | 'vários jarros' |
Mesmo no dialeto Auaris, certos substantivos que denotam fruta não aceitam o marcador de plural:
| * faduudu = komo | 'várias bananas' | - | * sokwa = komo | 'vários sokwas' | - | * ashiichadu | 'várias bengalas' |